# Plaça d'Armes de San Juan
La Plaça d'Armes de San Juan, o Plaça Major es troba entre els carrers Fortaleza i San Francisco del barri Vell San Juan, San Juan, Puerto Rico. Les tropes espanyoles practicaven exercicis militars a la plaça. Fundada en 1521 com la plaça central de la ciutat, va servir com a mercat fins al 1851 quan el governador Juan de la Pezuela va ordenar la seva remodelació en un passeig públic adornat amb fonts i quatre estàtues en les seves cantonades que simbolitzaven la indústria, el comerç, l'agricultura i la navegació.
Després, a mitjans del segle xx, les estàtues van ser traslladades al Passeig de la Princesa i en el seu lloc, en les quatre cantonades de la Plaça, van ser col·locades quatre estàtues de marbre que representen les estacions de tardor, hivern, estiu i primavera, que havien estat encarregades en 1856 a Espanya, per ser col·locades en el Passeig La Princesa.

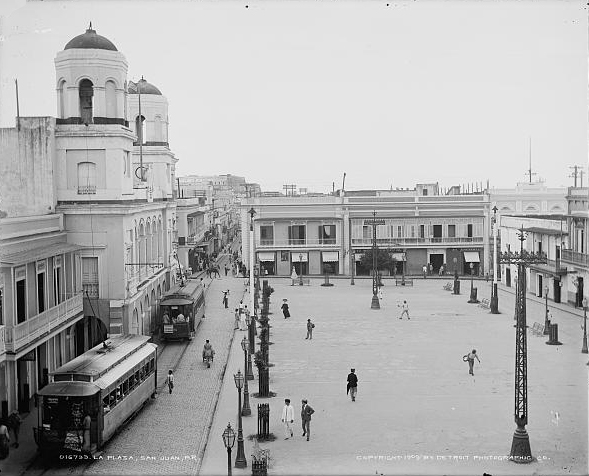
Plaza d'Armes amb tramvia elèctric (cap a 1902)

L'Alcaldia es troba en l'extrem nord de la  plaça. Es va construir per etapes des de 1604 fins a 1789. Durant la dècada del 1840, va ser restaurada i se li van agregar les característiques torres bessones de l'edifici, aquestes torres van ser dissenyades per semblar-se a la contrapart de l'edifici de l'Ajuntament de Madrid, Espanya, complint així amb la intenció dels seus dissenyadors originals.

## Font les quatre estacions

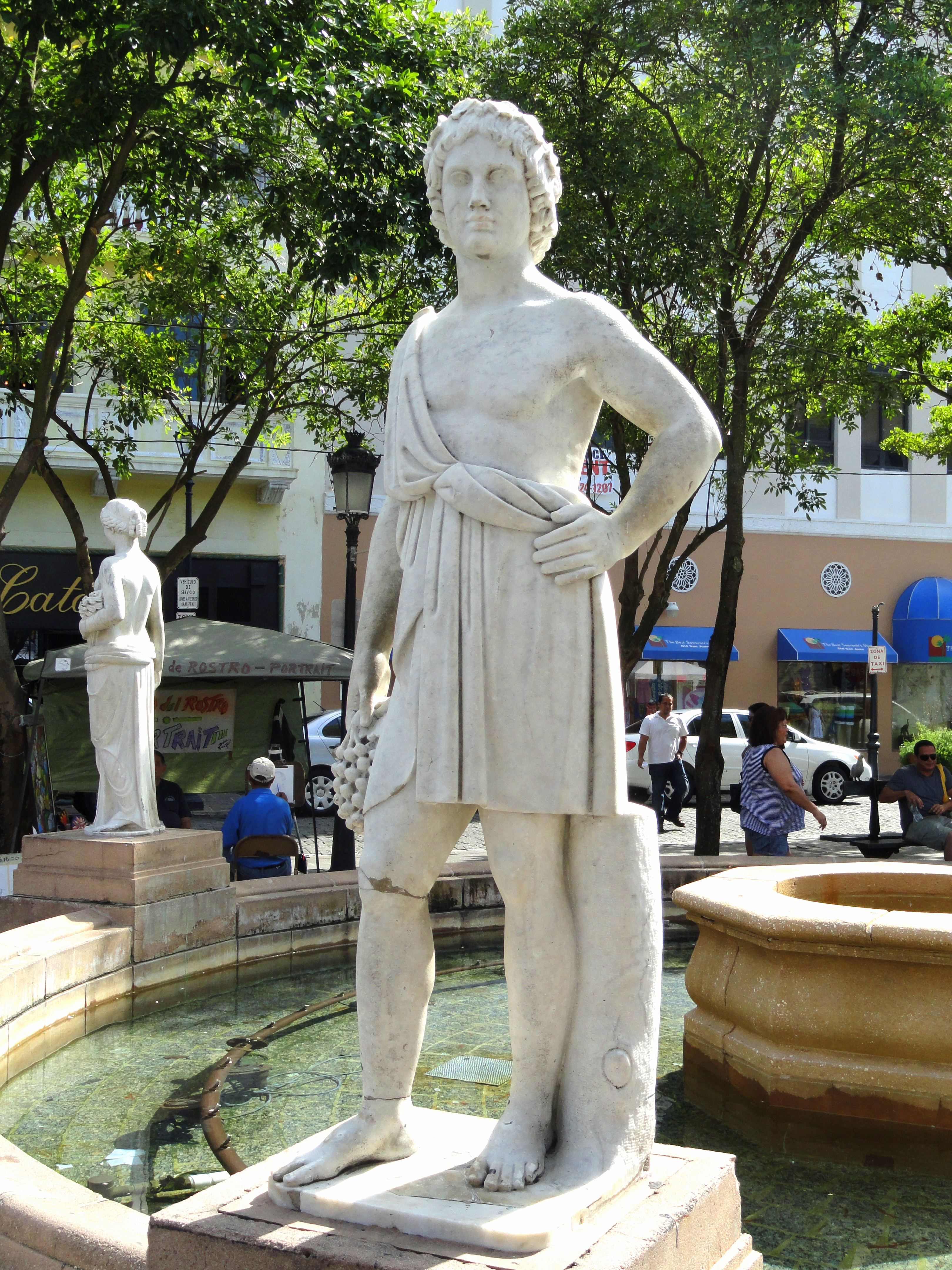
Tardor
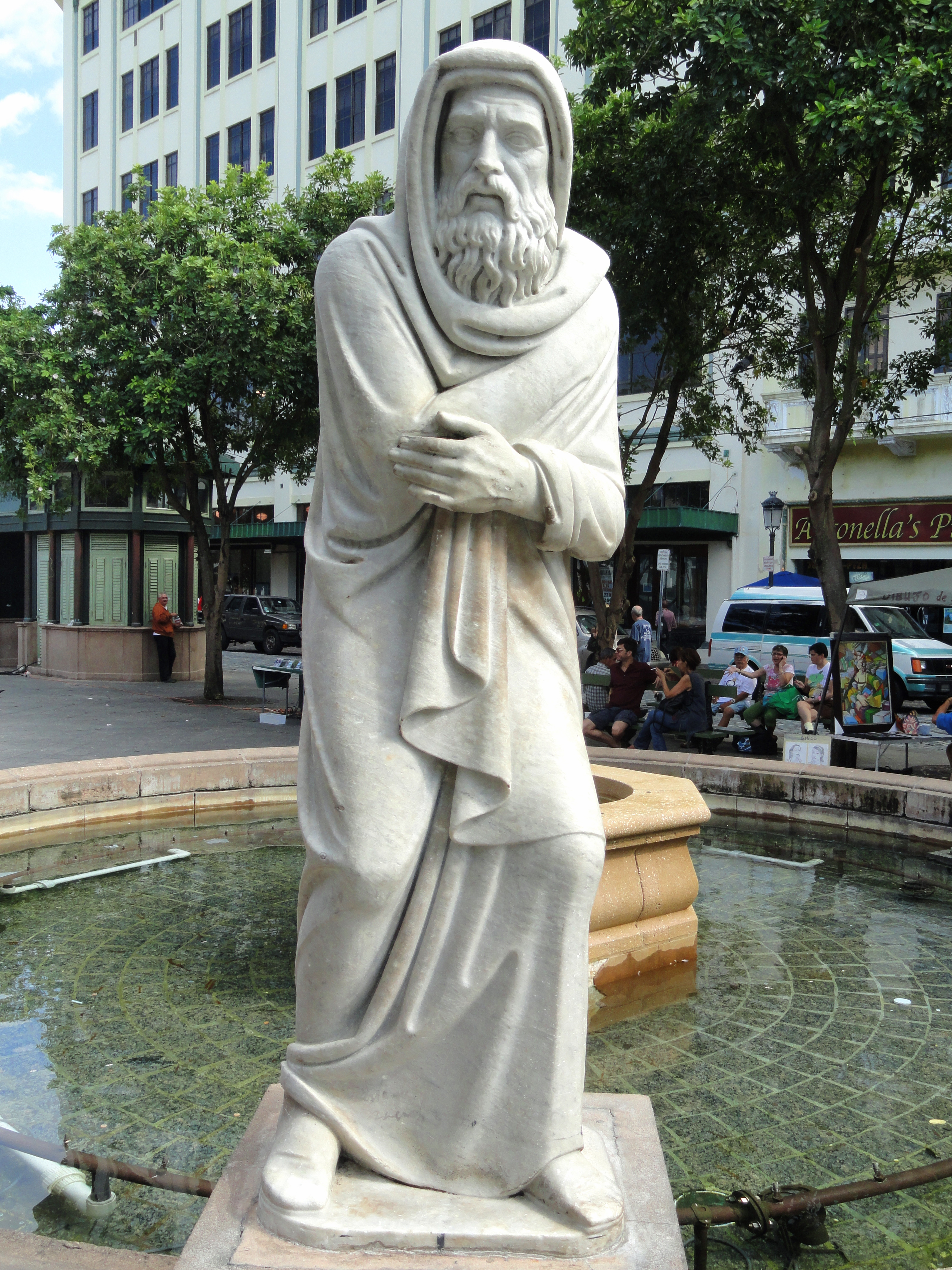
Hivern
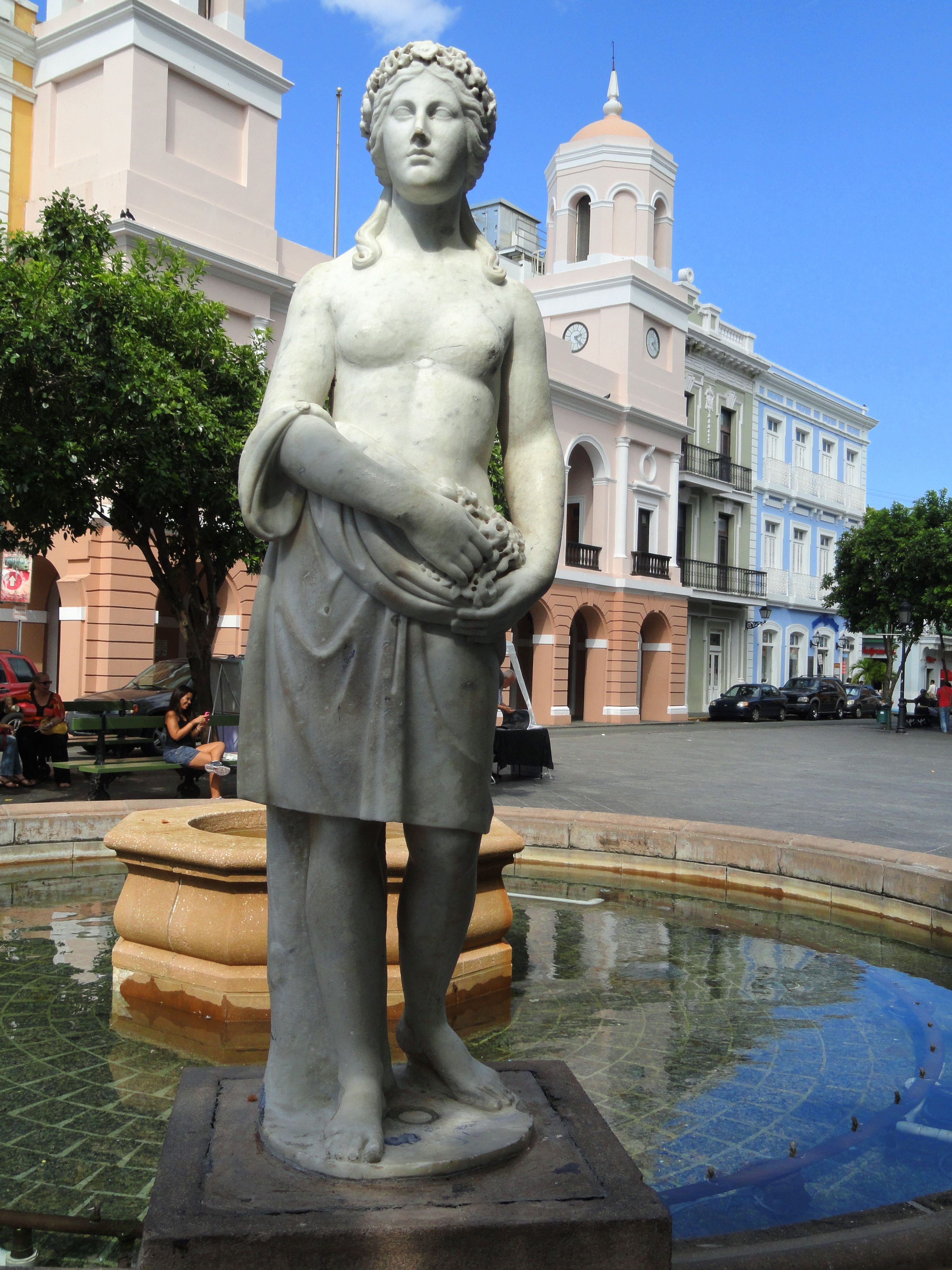
Primavera
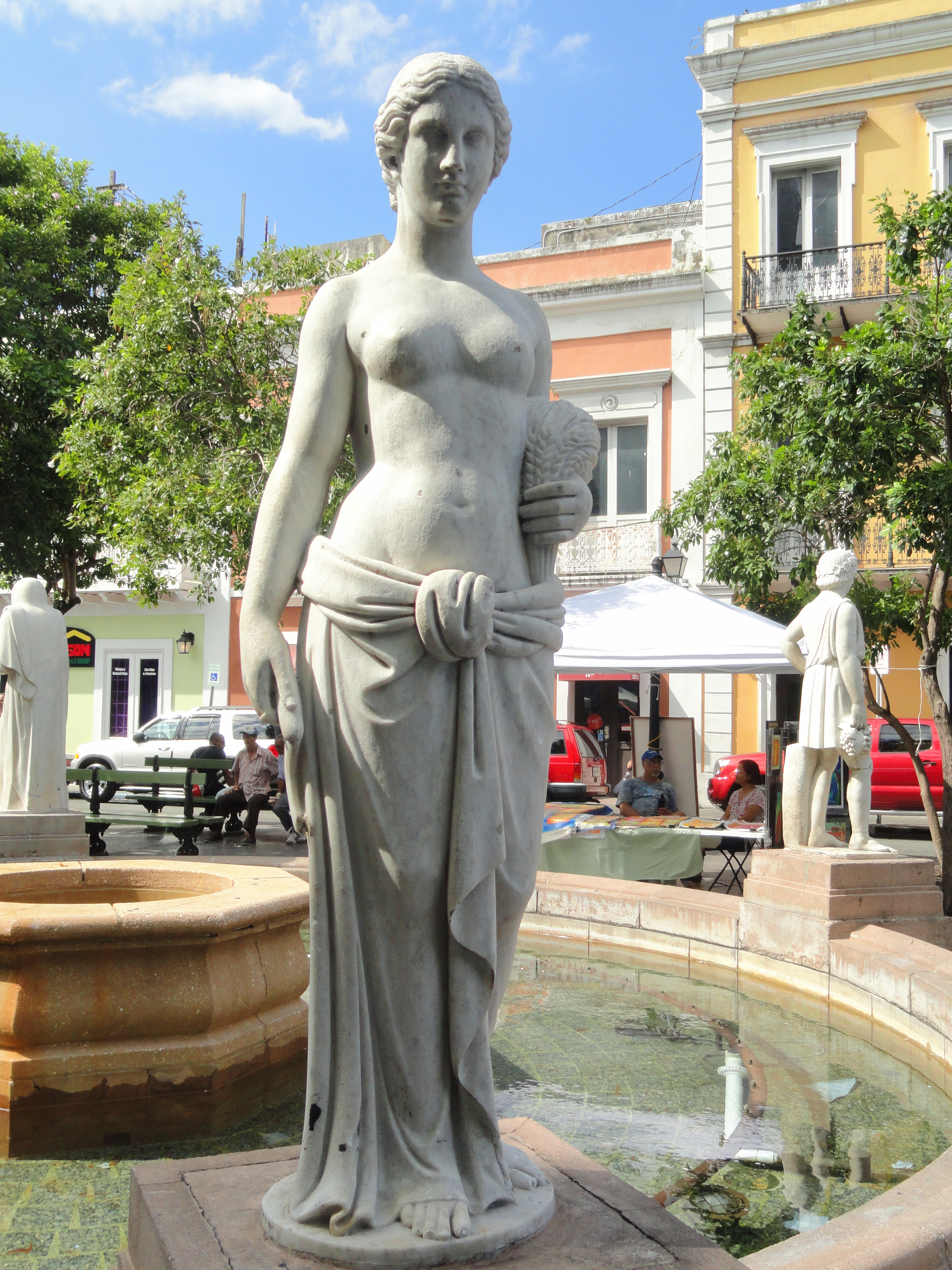
Estiu